# Преобразование Радона
Преобразование Радона — интегральное преобразование функции  многих переменных, родственное преобразованию Фурье.
Впервые введено в работе австрийского математика Иоганна Радона 1917 года.
Важнейшее свойство преобразования Радона — обратимость, то есть возможность восстанавливать исходную функцию по её преобразованию Радона.

## Определение
Преобразование Радона переводит функцию {\displaystyle f} на Евклидовом пространстве {\displaystyle \mathbb {R} ^{n}} в функцию {\displaystyle {\hat {f}}} определённую на всех гиперплоскостях {\displaystyle \mathbb {P} ^{n}} в {\displaystyle \mathbb {R} ^{n}} и задаётся формулой
{\displaystyle {\hat {f}}(\xi )=\int \limits _{\xi }f,}
где интеграл берётся по естественной мере на гиперплоскости {\displaystyle \xi \in \mathbb {P} ^{n}}.
Преобразование Радона обычно записывается как функция двух аргументов {\displaystyle (\omega ,p)} — единичного вектора {\displaystyle \omega } и {\displaystyle p\in \mathbb {R} },
ведь гиперплоскость {\displaystyle \xi \in \mathbb {P} ^{n}} можно записать уравнением {\displaystyle \langle x,\omega \rangle =p} для единичного вектора {\displaystyle \omega } и {\displaystyle p\in \mathbb {R} }.
При этом пары {\displaystyle (\omega ,p)} и {\displaystyle (-\omega ,-p)} задают ту же гипрплоскость; в частности {\displaystyle {\hat {f}}(\omega ,p)={\hat {f}}(-\omega ,-p)}.

## Двумерное преобразование Радона

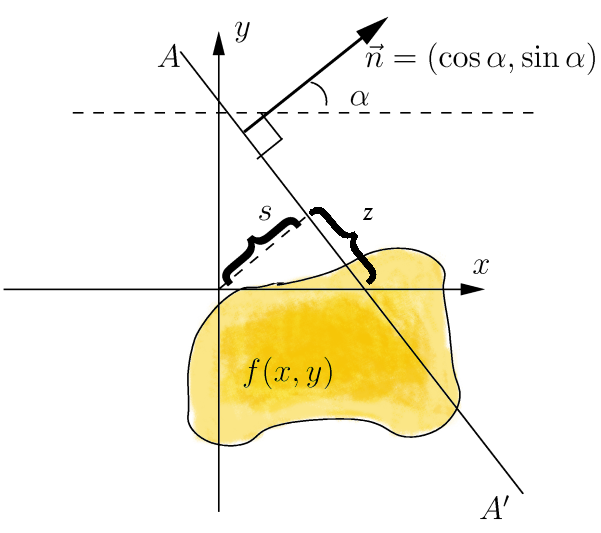
Двумерное преобразование Радона. В данном случае R(s,α) есть интеграл от f(x, y) вдоль прямой AA^{'}

Рассмотрение преобразования Радона удобно начать с простейшего случая функции двух переменных, к тому же, именно этот случай наиболее практически важен.
Пусть {\displaystyle f(x,y)} функция двух действительных переменных, определённая на всей плоскости и достаточно быстро убывающая на бесконечности (так, чтобы соответствующие несобственные интегралы сходились). Тогда преобразованием Радона функции {\displaystyle f(x,y)} называется функция
{\displaystyle R(s,\alpha )=\int \limits _{-\infty }^{\infty }f(s\cos \alpha -z\sin \alpha ,s\sin \alpha +z\cos \alpha )dz} (1)
Преобразование Радона имеет простой геометрический смысл — это интеграл от функции вдоль прямой, перпендикулярной вектору {\displaystyle {\vec {n}}=(\cos \alpha ,\sin \alpha )} и проходящей на расстоянии {\displaystyle s} (измеренного вдоль вектора {\displaystyle {\vec {n}}}, с соответствующим знаком) от начала координат.

### Связь преобразования Радона и преобразования Фурье. Формула обращения
Рассмотрим двумерное преобразование Фурье от функции {\displaystyle f(x,y)}
{\displaystyle F(k_{x},k_{y})=\int \limits _{-\infty }^{\infty }\int \limits _{-\infty }^{\infty }f(x,y)e^{-i(k_{x}x+k_{y}y)}dxdy} (2)
Можно заметить, что показатель экспоненты в этом интеграле не изменяется, если мы двигаемся вдоль прямой, перпендикулярной вектору {\displaystyle {\vec {k}}=(k_{x},k_{y})}, и изменяется наиболее быстро, если мы движемся вдоль этого вектора. Поэтому удобно перейти к новым переменным. Обозначим {\displaystyle {\vec {k}}=(k_{x},k_{y})=\omega (\cos \alpha ,\sin \alpha )}, мы выберем новые переменные {\displaystyle s=x\cos \alpha +y\sin \alpha ,} {\displaystyle z=-x\sin \alpha +y\cos \alpha }. Сделав замену переменных в интеграле, получаем
{\displaystyle F(\omega \cos \alpha ,\omega \sin \alpha )=\int \limits _{-\infty }^{\infty }\left(\int \limits _{-\infty }^{\infty }f(s\cos \alpha -z\sin \alpha ,s\sin \alpha +z\cos \alpha )e^{-i\omega s}dz\right)ds}
то есть
{\displaystyle F(\omega \cos \alpha ,\omega \sin \alpha )=\int \limits _{-\infty }^{\infty }e^{-i\omega s}R(s,\alpha )ds} (3)
Таким образом, одномерное преобразование Фурье от преобразования Радона для функции {\displaystyle f(x,y)} есть не что иное как  двумерное преобразование Фурье от функции {\displaystyle f(x,y)}.
Поскольку преобразование Фурье функции {\displaystyle f(x,y)} существует (это необходимое исходное допущение), то существует и обратное преобразование Фурье от функции {\displaystyle F(\omega \cos \alpha ,\omega \sin \alpha )}. Учитывая (3), можно заключить, что должно существовать и обратное преобразование Радона.
Формула обращения для двумерного преобразования Фурье, как известно, выглядит следующим образом
{\displaystyle f(x,y)={\frac {1}{(2\pi )^{2}}}\int \limits _{-\infty }^{\infty }\int \limits _{-\infty }^{\infty }F(k_{x},k_{y})e^{i(k_{x}x+k_{y}y)}dk_{x}dk_{y}.}
Удобно переписать эту формулу в полярных координатах:
{\displaystyle f(x,y)={\frac {1}{(2\pi )^{2}}}\int \limits _{0}^{\infty }\int \limits _{0}^{2\pi }e^{i\omega (x\cos \alpha +y\sin \alpha )}F(\omega \cos \alpha ,\omega \sin \alpha )\omega d\alpha d\omega },
что, учитывая (3), даёт формулу обратного преобразования Радона:
{\displaystyle f(x,y)={\frac {1}{(2\pi )^{2}}}\int \limits _{0}^{2\pi }\int \limits _{0}^{\infty }e^{i\omega (x\cos \alpha +y\sin \alpha )}\ {\tilde {R}}(\omega ,\alpha )\omega d\omega d\alpha } (4),
где {\displaystyle {\tilde {R}}(\omega ,\alpha )=\int \limits _{-\infty }^{\infty }R(s,\alpha )e^{-i\omega s}ds}.
Выражение (4), помимо того что является одним из вариантов записи обратного преобразования Радона, также определяет метод реконструкции {\displaystyle f(x,y)} из её проекций {\displaystyle R(s,\alpha _{i})}, называемый специалистами методом Фурье-синтеза. Таким образом, в методе Фурье-синтеза сначала необходимо сформировать из большого количества одномерных Фурье-образов проекций по полярной сетке {\displaystyle {\tilde {R}}(\omega ,\alpha _{i})} двумерный спектр {\displaystyle {\tilde {R}}(\omega ,\alpha )} (при этом используется теорема о центральном сечении), а затем выполнить обратное двумерное преобразование Фурье в полярной системе координат от {\displaystyle {\tilde {R}}(\omega ,\alpha )}. Существуют и другие методы реконструкции {\displaystyle f(x,y)} из {\displaystyle R(s,\alpha )}

### Теорема о центральном сечении
Применим операцию прямого преобразования Фурье к преобразованию Радона от {\displaystyle f(x,y)}:
{\displaystyle \int \limits _{-\infty }^{\infty }R(s,\alpha )e^{-i\omega s}ds=\int \limits _{-\infty }^{\infty }\left(\int \limits _{-\infty }^{\infty }\int \limits _{-\infty }^{\infty }f(x,y)\delta (s-x\cos \alpha -y\sin \alpha )dxdy\right)e^{-i\omega s}ds}
Перестановка порядка интегрирования и применение фильтрующего свойства дельта функции приводят к формулировке теоремы о центральном сечении:
{\displaystyle \int \limits _{-\infty }^{\infty }R(s,\alpha )e^{-i\omega s}ds=\int \limits _{-\infty }^{\infty }\int \limits _{-\infty }^{\infty }\left(\int \limits _{-\infty }^{\infty }e^{-i\omega s}\delta (s-x\cos \alpha -y\sin \alpha )ds\right)f(x,y)dxdy=\int \limits _{-\infty }^{\infty }\int \limits _{-\infty }^{\infty }f(x,y)e^{-i\omega (x\cos \alpha +y\sin \alpha )}dxdy}
Из последнего равенства, в частности, следует, что Фурье-образ проекции {\displaystyle R(s,\alpha )} представляет собой спектр функции {\displaystyle f(x,y)} вдоль прямой, проходящей через начало координат в частотной плоскости под углом {\displaystyle \alpha +\pi /2}. Таким образом, Фурье-образ проекции является центральным сечением двумерного Фурье-образа функции {\displaystyle f(x,y)}. В литературе это свойство называют теоремой о центральном слое или центральном сечении.

## Применение преобразования Радона

Схема получения рентгеновской томограммы

В компьютерной рентгеновской томографии линейка детекторов измеряет поглощение исследуемым объектом параллельного пучка излучения (например, рентгеновских лучей в медицинской томографии, сейсмических волн в геофизической томографии). В соответствии с законом Бугера-Ламберта-Бера интенсивность излучения, измеряемая детектором в точке s линейки пропорциональна
{\displaystyle \exp \left\{-\int \limits _{AA'}\rho (x,y)dz\right\}}, где {\displaystyle \rho (x,y)} показатель поглощения вещества объекта для данного типа излучения, а интеграл берётся вдоль прямой {\displaystyle AA'}, проходящей через данный детектор и перпендикулярной линейке детекторов (z — координата на этой прямой). Соответственно, логарифм от интенсивности, взятый с обратным знаком, даёт преобразование Радона от показателя поглощения. Вращая систему из источника излучения и детектора вокруг объекта (при этом оставаясь в одной плоскости), или вращая сам объект вокруг оси, перпендикулярной плоскости, показанной на рисунке, получают множество луч-сумм в выбранном срезе объекта. Затем, используя один из методов реконструкции, можно восстановить распределение показателя поглощения в любой точке прозондированной плоскости объекта.
Преобразования Радона подобным образом используются и в магнито-резонансной томографии.

## Преобразование Радона для функции произвольного числа переменных
Преобразование Радона для функции двух переменных можно удобно переписать через интеграл по всему пространству с помощью дельта-функции Дирака:
{\displaystyle R(s,{\vec {n}})=\int \delta ({\vec {n}}{\vec {r}}-s)f({\vec {r}})d{\vec {r}}} (2)
Здесь {\displaystyle {\vec {r}}=(x,y)} — радиус-вектор из начала координат, {\displaystyle d{\vec {r}}=dxdy} — двумерный элемент объёма, {\displaystyle {\vec {n}}} — единичный вектор, который можно параметризовать как {\displaystyle {\vec {n}}=(\cos \alpha ,\sin \alpha )}. С помощью замены переменных легко убедиться, что определения преобразования Радона (1) и (2) полностью идентичны.
Формула (2) обобщается на случай произвольного числа измерений, для этого её даже не надо переписывать, достаточно под {\displaystyle {\vec {r}}}, {\displaystyle dV} и {\displaystyle {\vec {n}}} понимать соответственно {\displaystyle N}-мерный радиус-вектор из начала координат, элемент объёма в {\displaystyle N}-мерном пространстве и {\displaystyle N}-мерный единичный вектор. В принципе, вектор {\displaystyle {\vec {n}}} можно параметризовать углами в пространстве любого числа измерений. Например, в трёхмерном пространстве имеется параметризация {\displaystyle {\vec {n}}=(\sin \theta \cos \alpha ,\sin \theta \sin \alpha ,\cos \theta )}.
Геометрический смысл преобразования Радона в многомерном случае: интеграл от функции по гиперплоскости, перпендикулярной вектору {\displaystyle {\vec {n}}} и проходящей на расстоянии {\displaystyle s} от начала координат (взятом со знаком минус, если перпендикуляр из начала координат на плоскость противоположно направлен с вектором {\displaystyle {\vec {n}}}).

### Обращение многомерного преобразования Радона
В многомерном случае преобразование Радона достаточно хорошей функции тоже обратимо. Рассмотрим преобразование Фурье от {\displaystyle R(s,{\vec {n}})} по переменной {\displaystyle s}, то есть
{\displaystyle \int R(s,{\vec {n}})e^{-is\omega }ds}.
Используя формулу (2) и свойства дельта-функции мы получим:
{\displaystyle \int R(s,{\vec {n}})e^{-is\omega }ds=\int f({\vec {r}})e^{-i{\vec {r}}{\vec {n}}\omega }d{\vec {r}}}.
Заметим теперь, что {\displaystyle \int \limits _{0}^{\infty }\omega ^{N-1}d\omega \int d{\vec {n}}} есть интеграл по всему {\displaystyle N}-мерному пространству (здесь под интегралом {\displaystyle \int d{\vec {n}}} подразумевается интеграл по {\displaystyle (N-1)}-мерной сфере, в частности, для {\displaystyle N=2} {\displaystyle \int d{\vec {n}}=\int \limits d\alpha }, для {\displaystyle N=3} {\displaystyle \int d{\vec {n}}=\int \limits d\phi \cos \theta d\theta }). Из этого следует, что
{\displaystyle \int \limits _{0}^{\infty }{\frac {\omega ^{N-1}d\omega }{(2\pi )^{N}}}\int d{\vec {n}}e^{i({\vec {r}}'-{\vec {r}})\omega {\vec {n}}}=\delta ({\vec {r}}-{\vec {r}}')}.
Используя это представление векторной дельта-функции, получаем формулу обращения:
{\displaystyle f({\vec {r}}')=\int d{\vec {n}}\int \limits _{0}^{\infty }{\frac {\omega ^{N-1}d\omega }{(2\pi )^{N}}}e^{i{\vec {r}}'{\vec {n}}\omega }\int dse^{-is\omega }R(s,{\vec {n}})}.